# Goux-les-Usiers
Goux-les-Usiers és un municipi francès situat al departament del Doubs i a la regió de Borgonya - Franc Comtat. L'any 2007 tenia 644 habitants.

## Demografia

### Població
El 2007 la població de fet de Goux-les-Usiers era de 644 persones. Hi havia 252 famílies de les quals 63 eren unipersonals (29 homes vivint sols i 34 dones vivint soles), 92 parelles sense fills, 84 parelles amb fills i 13 famílies monoparentals amb fills.
La població ha evolucionat segons el següent gràfic:
Habitants censats

### Habitatges
El 2007 hi havia 282 habitatges, 260 eren l'habitatge principal de la família, 9 eren segones residències i 13 estaven desocupats. 226 eren cases i 53 eren apartaments. Dels 260 habitatges principals, 200 estaven ocupats pels seus propietaris, 49 estaven llogats i ocupats pels llogaters i 10 estaven cedits a títol gratuït; 1 tenia una cambra, 20 en tenien dues, 39 en tenien tres, 60 en tenien quatre i 140 en tenien cinc o més. 234 habitatges disposaven pel capbaix d'una plaça de pàrquing. A 131 habitatges hi havia un automòbil i a 102 n'hi havia dos o més.

### Piràmide de població
La piràmide de població per edats i sexe el 2009 era:
| Homes | Edats   | Dones |
| ----- | ------- | ----- |
| 0     | 95 o +  | 0     |
| 0     | 90 a 94 | 0     |
| 0     | 85 a 89 | 0     |
| 4     | 80 a 84 | 4     |
| 8     | 75 a 79 | 20    |
| 12    | 70 a 74 | 24    |
| 24    | 65 a 69 | 4     |
| 8     | 60 a 64 | 4     |
| 20    | 55 a 59 | 20    |
| 12    | 50 a 54 | 16    |
| 28    | 45 a 49 | 28    |
| 24    | 40 a 44 | 20    |
| 4     | 35 a 39 | 20    |
| 16    | 30 a 34 | 12    |
| 40    | 25 a 29 | 8     |
| 28    | 20 a 24 | 28    |
| 32    | 15 a 19 | 16    |
| 16    | 10 a 14 | 16    |
| 4     | 5 a 9   | 4     |
| 20    | 0 a 4   | 8     |

## Economia
El 2007 la població en edat de treballar era de 387 persones, 296 eren actives i 91 eren inactives. De les 296 persones actives 284 estaven ocupades (164 homes i 120 dones) i 10 estaven aturades (4 homes i 6 dones). De les 91 persones inactives 31 estaven jubilades, 26 estaven estudiant i 34 estaven classificades com a «altres inactius».

### Ingressos
El 2009 a Goux-les-Usiers hi havia 270 unitats fiscals que integraven 678 persones, la mediana anual d'ingressos fiscals per persona era de 18.312 €.

### Activitats econòmiques
Dels 36 establiments que hi havia el 2007, 2 eren d'empreses alimentàries, 3 d'empreses de fabricació d'altres productes industrials, 11 d'empreses de construcció, 2 d'empreses de comerç i reparació d'automòbils, 3 d'empreses de transport, 2 d'empreses d'hostatgeria i restauració, 2 d'empreses d'informació i comunicació, 3 d'empreses financeres, 2 d'empreses immobiliàries, 4 d'entitats de l'administració pública i 2 d'empreses classificades com a «altres activitats de serveis».
Dels 13 establiments de servei als particulars que hi havia el 2009, 1 era una oficina de correu, 1 una oficina bancària, 1 taller de reparació d'automòbils i de material agrícola, 2 paletes, 1 guixaire pintor, 2 fusteries, 2 lampisteries, 2 electricistes i 1 restaurant.
L'únic establiment comercial que hi havia el 2009 era una fleca.
L'any 2000 a Goux-les-Usiers hi havia 15 explotacions agrícoles que ocupaven un total de 1.092 hectàrees.

## Equipaments sanitaris i escolars
L'únic equipament sanitari que hi havia el 2009 era una farmàcia.
El 2009 hi havia una escola elemental integrada dins d'un grup escolar amb les comunes properes formant una escola dispersa.

## Poblacions més properes
El següent diagrama mostra les poblacions més properes.